# 殉職

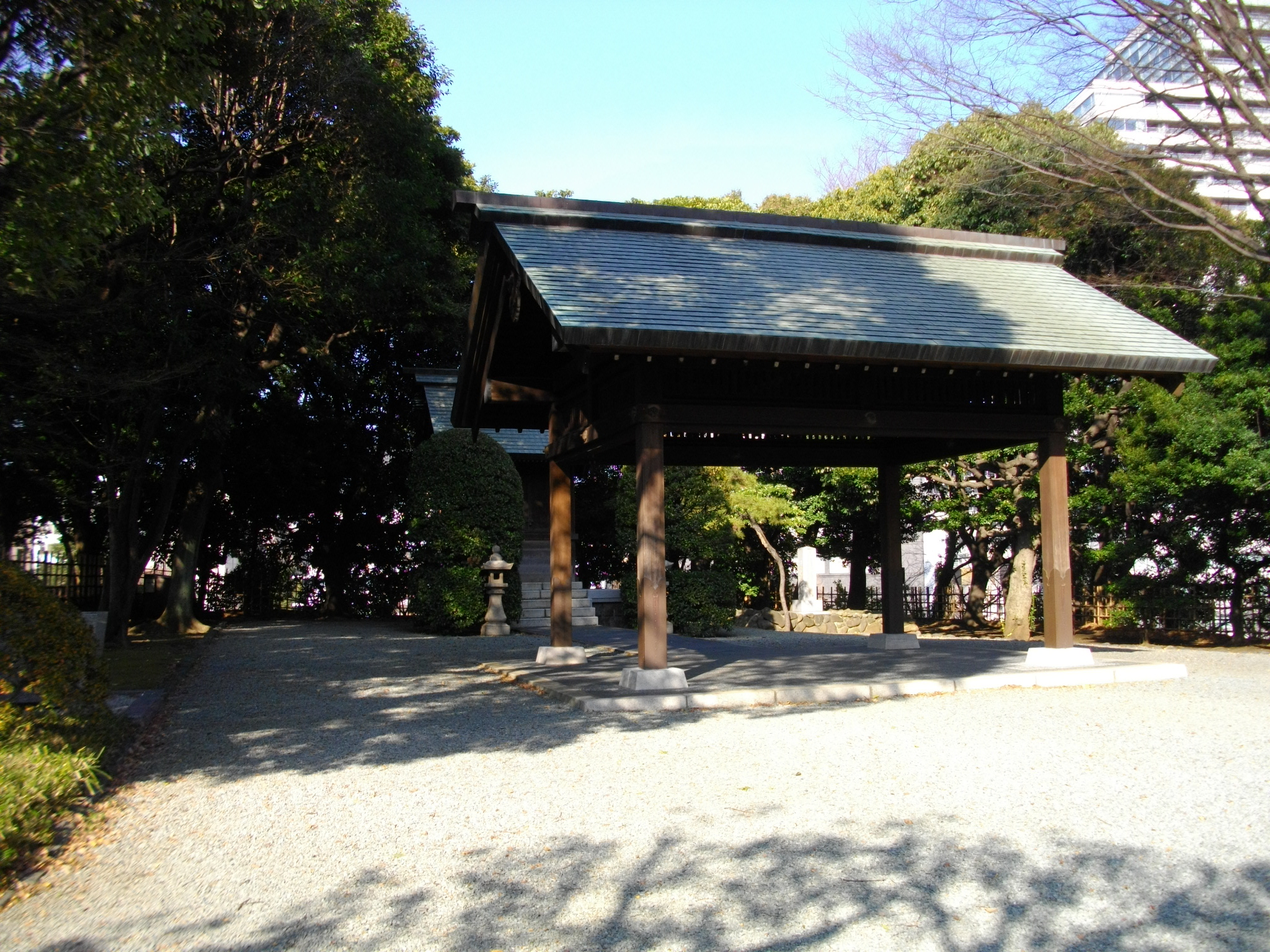
警視庁および東京消防庁の殉職者を祀る　　弥生慰霊堂

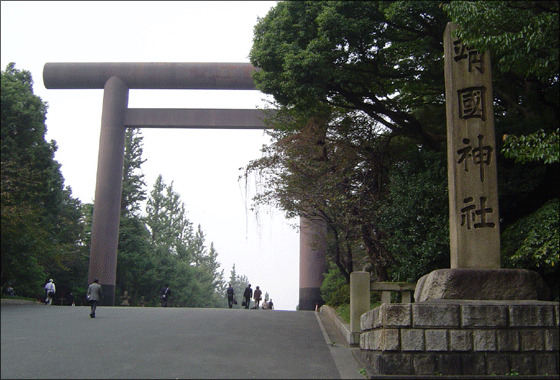
軍人・軍属等を祭る靖國神社

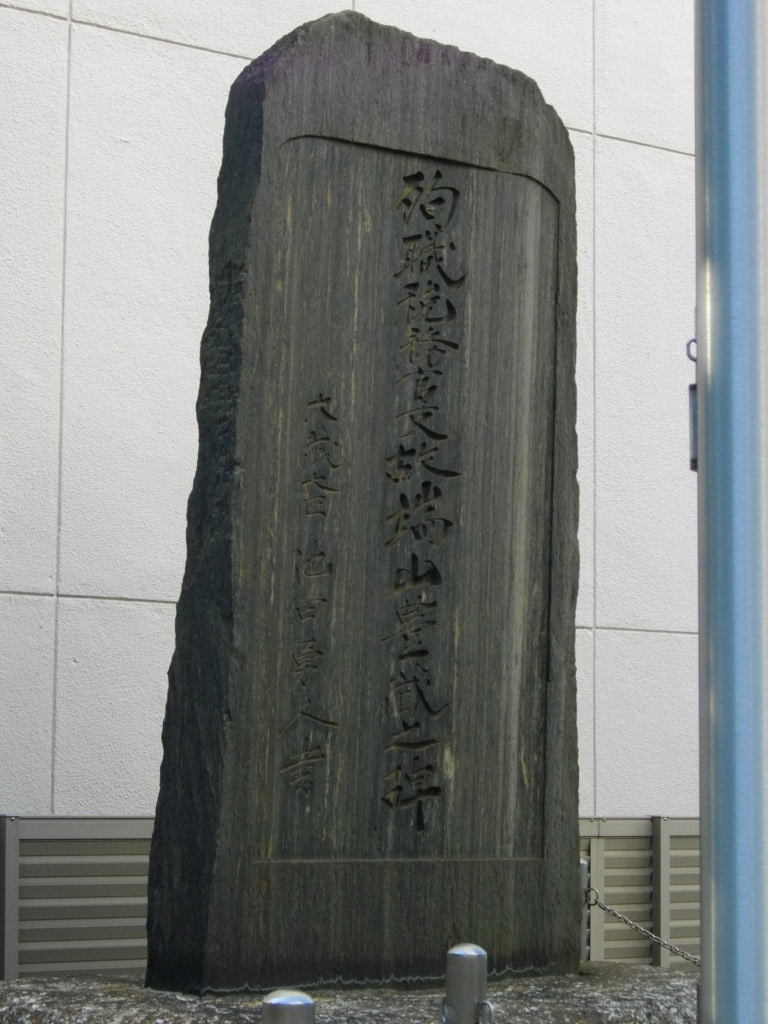
神奈川税務署員殉職事件で殉職した税務官の慰霊碑

殉職（じゅんしょく）は、職務中に何らかの原因で死亡すること。
労働災害や公務災害による死亡事故の、別表現。

## 概要
警察官、消防官、自衛官、海上保安官などの公務員が職務・業務中の事故などが原因で死亡した場合に、殉職と呼ばれることが多い。また、かつては船舶や艦船の船長、艦長は沈没時には最後に退船したり、時には沈没をする船と運命を共にしたりすることが慣例化されており、その時に救助を拒否し死亡または自殺した場合には、殉職と表現されることがある。
一般企業や工場においても、勤務・作業中の事故が原因で死亡した場合は殉職と呼び、この場合産業殉職者として顕彰会が建つ。大規模な土木工事では、黒部ダムで171人、東海道新幹線で210人、青函トンネルで34人など、多数の殉職者が出た。このような場合、完成後に施設近辺に慰霊碑を設ける事例も多い。また、労働安全が労働省（現厚生労働省）の取締りの所管外となってしまった鉱山業界においては、多数の殉職者をだす事故が度々発生した。特に石炭採掘では、坑内火災やガス中毒によって時に一度の事故で100人を超える殉職者を出すこともあり、石炭採掘の斜陽化に拍車をかけた。炭鉱事故の殉職者の中には、火災やガスの充満などで救出が困難により、坑内に置き去りとなった者もいる。また、それぞれの職種ごとに遺児への教育資金援助や慰霊式典を行なうため、殉職者の顕彰会が設けられている。
1947年の神奈川税務署員殉職事件後には、特殊な第三国人などに対する検査調査を行う税務職員への特別手当を支給することとする法案が出されるなど、殉職者が出ることによって一定の是正措置が取られることもあった。
特殊な例としては、国内・国外で取材を行っていたジャーナリストが、テロリストやその国の軍隊に殺された例も殉職として扱われることがある（Category:殺害されたジャーナリストの項目も参照）。
「病死」の場合は殉職扱いとはならないが例外もある。
- 広島県の場合、広島市への原子爆弾投下で警察官と警察事務職員ら233人が即死し、その後も原爆症により病死する者が1946年までに119人いたが、これらは殉職として扱われた[4]。その後も何例かあり、被爆から19年後の1964年12月に原爆症で死亡し一階級昇進で警部になった者もいる[5][6]。
- 長崎県においても長崎市への原子爆弾投下があったため同様の例がある。
- 1993年8月6日、JR九州日豊本線竜ケ水駅において土石流が迫り来る中で[7]、JR九州の乗務員らが、停車中の列車から乗客約330人を安全な場所まで避難させたが、救助に当たった乗務員の1人が気管支喘息発作を起こし、3週間後に死亡し、これが労働災害（労災）として認定された事例がある[8]（竜ケ水駅#1993年8月6日の水害による影響も参照）。

これらの事例は、いずれも公務・業務の遂行中に被爆あるいは発症したその因果関係が明確なためである。

## 二階級特進
自衛官・警察官・消防吏員・海上保安官・刑務官・入国警備官といった職務階級が明確な職業において、殉職に伴って在職階級から二段階昇任させる制度または慣行で、名誉・叙勲・その他の遺族に対する補償も進級した階級に基づきなされる。
この結果「二階級特進」が、しばしば「殉職」を表わす別称とされている。
特進とはかつての日本軍における軍人の「特別進級」の略称であり、現行憲法下の公務員の階級が上がることを昇任ということに照らせば不自然だが通俗的には特進という用語が用いられている。
なお、警察官の場合、巡査（-巡査長） - 巡査部長 - 警部補 - 警部 - 警視 - 警視正 - 警視長 - 警視監 - 警視総監という階級構成で、巡査のみ2階級上の特進先は巡査部長ではなく警部補となる。これは巡査長が階級的職位にすぎず、階級上は巡査と同格だからである。
ただし、近年の職務執行中の交通事故による殉職（取締活動中に前方不注意の自動車にはねられ死亡）の場合には、大半が1階級のみの昇任にとどまるとされている。
このほか、警視長が殉職し警視総監に特進した例は確認されていない。これは、警視以上は上級管理職で、最前線に出る例が非常に少ないためである。
特進については、日本軍において功績顕著な戦死者を二階級特進させた例に倣ったものである。
また、死亡退職金や遺族年金では、特進後の階級を基準とするため、算定にあたり遺族にとっても金銭面での待遇が有利になるという側面もある。
元々戦死者を進級させる習慣は無かったが、日露戦争において軍神とされた広瀬武夫海軍少佐・橘周太陸軍少佐が、死後それぞれ中佐に一階級進級したのが始まりとなった。
その後、第一次上海事変における爆弾三勇士を顕彰するため3人を工兵一等兵から工兵伍長へと二階級特進させ、それ以降、功績抜群の戦死者は全軍布告の上二階級特進という例ができた。また、1941年からは戦死と限らず「全軍に感動せしめる武功」を立てた者は下士官、兵であっても二階級特進が可能となる制度もできた。
なお、戦死にあたっては、部内で進級の要件と規定されている、当該階級での勤務年数である「実役停年」を満たしていないものでも必ず進級するとは限らなかった。
また、大佐が中将になる例は少なく、将官には二階級特進が認められていないため少将が大将に進級する例はなかった。
海軍では大将が戦死した場合には元帥の称号を与えた例がある（旧日本軍には他国と違い元帥の階級が明治時代に廃止されたため存在せず、以降は「元帥」は陸海軍大将に与えられる称号としてのみ存在した）。戦後の自衛隊では追加の称号授与は行われていない。
旧陸軍では下士官の航空特攻での戦死者には最大「四階級特進」まで規定されていた（陸軍伍長から陸軍少尉へ）。
しかし、テストパイロットの殉職など訓練中・公務中の死亡である殉職と、戦闘での死亡である戦死とは明確に一線を画しており、外地で公務中に死亡するなど戦死に準ずると判断された場合を除いては、殉職者は最大でも一階級昇進どまりであり、二階級特進した例はない。
第二次世界大戦中には、大学などの研究機関も「科学戦」を行っているとして研究者が二階級特進した例がある。1944年8月に実験中に事故で死亡した東京帝国大学理学部の助手の例では、大学助手判任官から助教授に任官、高等官六等に叙せられた。
自衛官が殉職した場合は「特別昇任」として一階級もしくは二階級昇任することが多い。朝霞自衛官殺害事件で殉職した一場哲雄士長は二曹に二階級特進した。
2003年11月29日、日本政府はイラクにおいてテロリストにより射殺された日本大使館の外務公務員（参事官・三等書記官の2名）に対して二階級特進に相当する職階の昇進（参事官→大使・三等書記官→一等書記官）を行った。
国家公務員を見渡しても警察官・自衛官・海上保安官・刑務官・入国警備官以外には職務階級制度そのものが存在しないこともあり、（外務）事務官・技官では前例のないことであったが、これは任地のカントリーリスクが際立って高い状況などを勘案してのものであったといえる。

### 特進した例
これ以外にも、消防吏員・消防団員など多数が殉職しているとされている。
消防団員は非常勤の特別職地方公務員であり、災害時以外は各自の職業があるため、氏名は原則として公表されていない。

#### 自衛官
- 朝霞自衛官殺害事件
  - （陸上自衛隊朝霞駐屯地警衛勤務歩哨係）陸士長→2等陸曹
- T-33A入間川墜落事故
  - （航空自衛隊入間基地）2等空佐→空将補
  - （航空自衛隊入間基地）3等空佐→1等空佐
- 2018年本白根山噴火
  - （陸上自衛隊第12旅団第12ヘリコプター隊）陸曹長→3等陸尉
- 2023年宮古島沖陸自ヘリ航空事故
  - （陸上自衛隊第8師団司令部幕僚長・部長）1等陸佐→陸将補
  - （陸上自衛隊第15旅団隷下部隊長）1等陸佐→陸将補
  - （陸上自衛隊第8師団司令部）2等陸佐→1等陸佐
  - （陸上自衛隊第8師団司令部）3等陸佐→2等陸佐
  - （陸上自衛隊第8師団第8飛行隊）3等陸尉→2等陸尉
  - （陸上自衛隊第8師団第8飛行隊）陸曹長→准陸尉
  - （陸上自衛隊第8師団第8飛行隊）2等陸曹→1等陸曹
- 2023年日野基本射撃場発砲事件[12][13]
  - （陸上自衛隊第35普通科連隊) 1等陸曹→陸曹長
  - （陸上自衛隊第35普通科連隊) 3等陸曹→2等陸曹
- 2025年T-4入鹿池墜落事故[14][15][16]
  - （航空自衛隊第5航空団飛行群第305飛行隊）1等空尉→3等空佐
  - （航空自衛隊第5航空団飛行群第305飛行隊）2等空尉→1等空尉

#### 警察官
（おもな特進の事例）
- 外山警部補殺害事件：1967年（昭和42年）1月5日
  - （鹿児島県川内警察署太平橋交番）巡査→警部補
- 日大紛争：1968年（昭和43年）9月4日
  - （警視庁第五機動隊員）巡査部長→警部
- 岡山大学紛争：1969年（昭和44年）4月12日
  - （岡山県警察機動隊員）巡査→警部補
- 東峰十字路事件：1971年（昭和46年）9月16日
  - （神奈川県警察機動隊第1中隊第1小隊長）警部補→警視
  - （神奈川県警察機動隊第1中隊第1分隊長）巡査部長→警部
  - （神奈川県警察機動隊第1中隊員）巡査→警部補
- 沖縄ゼネスト警察官殺害事件：1971年（昭和46年）11月10日
  - （琉球警察機動隊員）巡査部長→警部
- 渋谷暴動事件：1971年（昭和46年）11月14日
  - （関東管区機動隊新潟中央小隊）巡査→警部補
- あさま山荘事件：1972年（昭和47年）2月28日
  - （警視庁第二機動隊長）警視→警視長
  - （警視庁特科車両隊中隊長）警部→警視正
- 東村山署警察官殺害事件：1976年（昭和51年）10月18日
  - （警視庁東村山警察署）巡査部長→警部[17]
- 三菱銀行人質事件：1979年（昭和54年）1月26日
  - （大阪府住吉警察署）警部補→警視
  - （大阪府阿倍野警察署）巡査→警部補
- 南長崎6丁目警察官殺害事件：1984年（昭和59年）7月10日
  - （警視庁目白警察署警ら課）巡査→警部補
- 京都・大阪連続強盗殺人事件（警察庁広域重要指定115号事件）：1984年（昭和59年）9月4日
  - （京都府西陣警察署）巡査→警部補
- 中村橋派出所警官殺害事件：1989年（平成元年）5月16日
  - （警視庁練馬警察署中村橋派出所）巡査→警部補[18]
  - （警視庁練馬警察署中村橋派出所）巡査部長→警部[18]
- 警視庁独身寮爆破事件：1990年（平成2年）11月1日
  - （警視庁新宿警察署）巡査→警部補
- 東村山警察署旭が丘派出所警察官殺害事件：1992年（平成4年）2月14日
  - （警視庁東村山警察署旭が丘派出所）巡査長→警部補
- カンボジアPKO派遣文民警察官・高田晴行：1993年（平成5年）5月4日
  - （岡山県警察本部）警部補→警視
- 高知白バイ衝突死事故：2006年（平成18年）3月3日
  - （高知県警察交通機動隊）巡査長→警部補
- 東武東上線ときわ台駅の脇の踏切で線路内に侵入した女性の救出：2007年（平成19年）2月6日
  - （警視庁板橋警察署）巡査部長→警部
  - 事件・事故関連ではなく人命救助での殉職による二階級特進は極めて少数である。
- 長久手発砲立てこもり事件：2007年（平成19年）5月18日
  - （愛知県警察SAT）巡査部長→警部
- 東日本大震災：2011年（平成23年）3月11日
  - （岩手県大船渡警察署高田幹部交番所長）警視→警視長[19]
- 河瀬駅前交番警察官射殺事件：2018年（平成30年）4月11日
  - （滋賀県彦根警察署河瀬駅前交番）巡査部長→警部
- 富山市奥田交番襲撃事件：2018年（平成30年）6月26日
  - （富山県富山中央警察署奥田交番所長）警部補→警視[20]
- 平成30年7月豪雨：2018年（平成30年）7月
  - （広島県東広島警察署）警部補→警視[21]
  - （広島県呉警察署）巡査長→警部補[22]
- 東仙台交番襲撃事件：2018年（平成30年）9月19日
  - （宮城県仙台東警察署東仙台交番）巡査長→警部補[23]
- 関越自動車道の交通事故処理中に発生した交通死亡事故[24]：2021年（令和3年）5月2日
  - （新潟県警察高速道路交通警察隊湯沢分駐隊[25]）巡査部長→警部[26]
    - 高速道路上で発生した事故処理中に、後続車と接触したもの。
      - 新潟県警察によれば、高速隊の警察官が事故処理中の事故で殉職した事例はこれまで無かったとしている[26]。
- 中野市4人殺害事件：2023年（令和5年）5月25日[27]
  - （長野県中野警察署自動車警ら班）警部補→警視
  - （長野県中野警察署自動車警ら班）巡査部長→警部
- 阪和自動車道の交通違反取り締まり中に発生した交通事故[28]：2023年（令和5年）7月31日
  - （大阪府警察交通部高速道路交通警察隊小隊長）警部補→警視[29]
- 山形県大雨災害：2024年（令和6年）7月25日
  - （山形県警察新庄警察署交通課）巡査部長→警部
  - （山形県警察新庄警察署地域課真室川駐在所）巡査長→警部補

#### 海上保安官
- 羽田空港地上衝突事故[30]
  - （第三管区海上保安本部羽田航空基地主任飛行士）二等海上保安正→三等海上保安監
  - （第三管区海上保安本部羽田航空基地通信士）三等海上保安正→一等海上保安正
  - （第三管区海上保安本部羽田航空基地探索レーダー士）三等海上保安正→一等海上保安正
  - （第三管区海上保安本部羽田航空基地整備士）三等海上保安正→一等海上保安正
  - （第三管区海上保安本部羽田航空基地整備員）一等海上保安士→二等海上保安正

#### 事務官
- イラク日本人外交官射殺事件
  - 奥克彦：参事官→大使
  - 井ノ上正盛：三等書記官→一等書記官

## その他官公庁職員・民間企業の従業員が殉職した主な事件・事故
この節で記載した事件・事故は、官公庁職員・民間企業の従業員に責任が帰さないものである。ほかにも多数の事例がある。（Category:警察官が殉職した事件・事故も参照）

### 2000年以前
- 大阪駅清水太右衛門殉職事故
- 塩狩峠での列車暴走事故
- 郵便物逓送途中吹雪による殉職事故
- 関東大震災
- 真岡郵便電信局事件
- 神奈川税務署員殉職事件
- 乗客の命を救うために自己犠牲となった長崎バス車掌
- 近鉄奈良線列車暴走追突事故
- 第五海洋丸の遭難
- 名鉄名古屋本線一ツ木駅衝突火災事故
- 品川勝島倉庫爆発火災
- 呉市山林火災
- 須磨駅ホーム転落事故
- 酒田大火
- 三菱銀行人質事件
- 静岡駅前地下街爆発事故
- 日本航空123便墜落事故
- 朝日新聞阪神支局襲撃事件
- 信楽高原鐵道列車衝突事故
- 多摩市パチンコ店強盗殺人事件
- 阪神・淡路大震災
- 地下鉄サリン事件
- 八王子スーパー強盗殺人事件
- 全日空61便ハイジャック事件
- 川崎信金猟銃強盗殺人事件
- 東海村JCO臨界事故
- 鳴浜町パチンコ店員刺殺事件
- 宇都宮宝石店放火殺人事件
- 京福電気鉄道越前本線列車衝突事故

### 2001年以降
- 名古屋立てこもり放火事件
- ドン・キホーテ放火事件
- 寝屋川市立中央小学校教員殺傷事件
- 土佐くろしお鉄道宿毛駅衝突事故
- 函館市タクシー運転手強盗殺人事件
- 寝屋川コンビニ強盗殺人事件
- 渋谷温泉施設爆発事故
- 平成19年美唄市火災消防士殉職事故
- ルネサンス佐世保散弾銃乱射事件
- 脱輪タイヤ衝突バス事故
- 石川県加賀市コンビニ強盗殺害事件
- 佐柳島沖海保ヘリ墜落事故
- 東日本大震災
- 福島第一原子力発電所事故
- 天竜川川下り船転覆死亡事故
- 日本触媒姫路製造所爆発事故
- 平成26年8月豪雨による広島市の土砂災害
- 国道473号原田橋崩落事故
- 三沢基地所属F-35墜落事故
- 京都アニメーション放火殺人事件
- 首都高速湾岸線川崎航路トンネル内多重衝突事故
- 北新地ビル放火殺人事件
- ふじみ野市散弾銃男立てこもり事件
- 飛行教導群F-15墜落事故
- 保津川川下り船転覆死亡事故
- 宮古島沖陸自ヘリ航空事故
- 日野基本射撃場発砲事件
- 中野市4人殺害事件
- 八雲町都市間高速バス正面衝突事故
- 令和6年能登半島地震
- 大津保護司殺害事件
- 辺野古抗議活動現場警備員死亡事故
- 大阪市道頓堀ビル火災死亡事故

## 賞恤金
公務員が殉職（または負傷）した場合で特に功績が認められたときには、賞恤金（しょうじゅつきん）が支給されることがある。

## 刑事ドラマにおける殉職
毎週放送の刑事ドラマにおいて、レギュラー出演している刑事の登場人物が作中で犯人などに殺害され、その回限りでその人物は死亡したものとしてレギュラー出演を終了し降板することがあり、一般的に殉職と呼ばれる。
1972年（昭和47年）7月21日から放送された『太陽にほえろ!』では"マカロニ"こと早見淳刑事を演じた萩原健一が最後の出演回で殉職する形で同作品から降板することを要望し、1973年（昭和48年）7月13日の放送で早見刑事が殉職し降板した。これ以降、同作品は新人刑事が登場したのち一定期間出演後に殉職するパターンを繰り返し長期間継続した。
『西部警察』をはじめ、主に1970年代から1980年代の他の刑事ドラマでも殉職の手法が使用され、『警視庁殺人課』のように作中に登場する主要な刑事すべてが殉職する作品もある。特に1979年（昭和54年）は8月の時点で既に4番組で4人が殉職したことで、「刑事ドラマの殉職が大流行である」と記事になったことがある。